# Marcel Herrand
Marcel Herrand (8. října 1897, Paříž – 11. června 1953, Montfort-l'Amaury) byl francouzský herec, filmový režisér a divadelní režisér.
Proslavil se především svými zápornými rolemi, např. Lacenaire, švihácký vrah z Boulevard du Crime ve filmu Děti ráje Marcela Carného, Fantomas od Marcella Allaina a Pierra Souvestreho, Don Sallust ve filmu Ruy Blas nebo policista Corentin v Les Chouans na téma Honoré de Balzaca.
„Vyzařovalo z něj kouzlo, svůdnost, jaké mají elegantní a rafinovaní zrádci v každém dobrém melodramatu.“

## Životopis

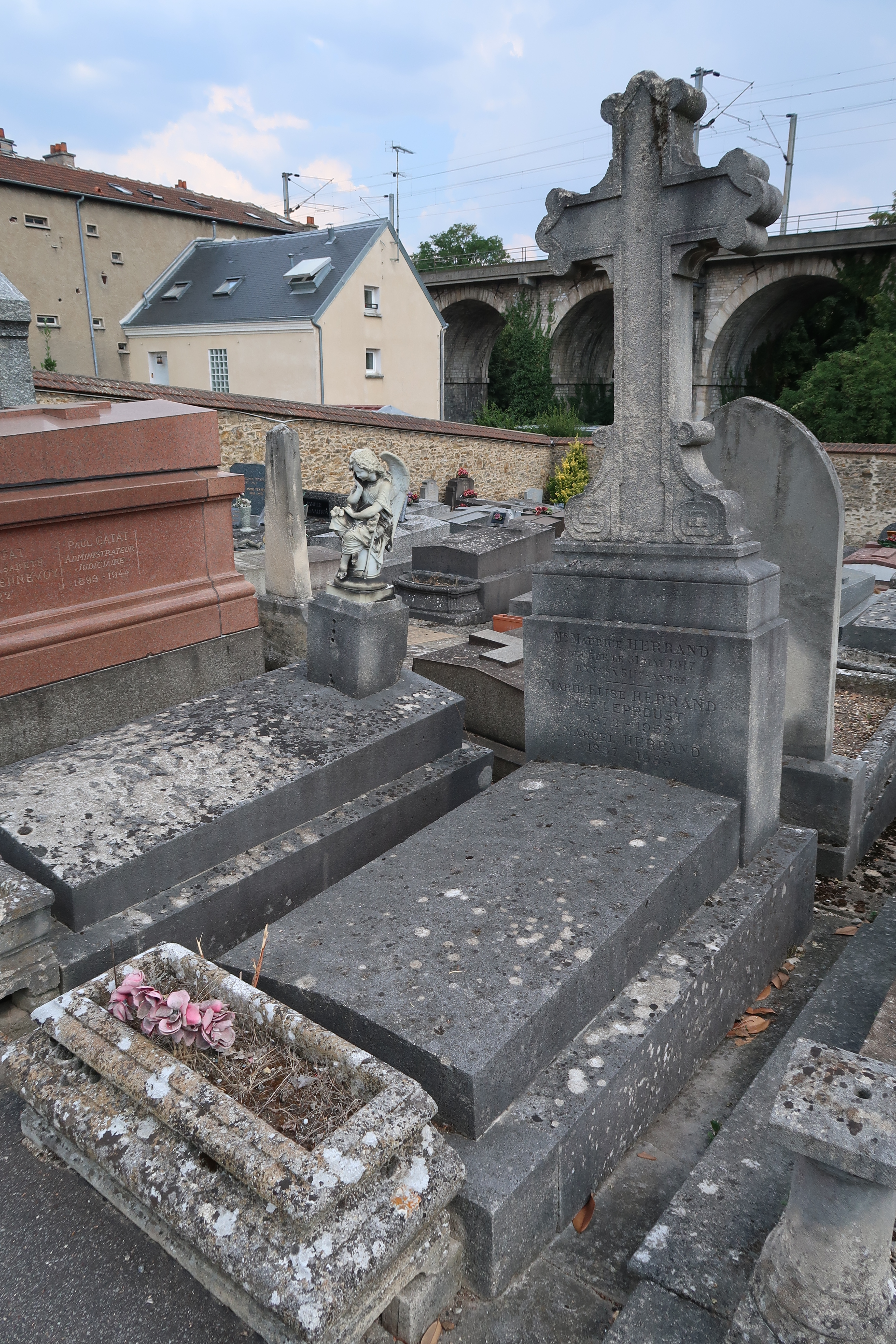
Hrobka Marcela Herranda na hřbitově Voltaire v Suresnes

V počátcích své kariéry se prosazoval jako divadelní herec, např. v divadlech Théâtre du Vieux-Colombier, Théatre de l'Atelier či Théâtre des Champs-Elysées. Úzce také spolupracoval s významnými režiséry jako byl třeba Charles Dullin. Později řídil Pařížskou oponu spolu s Jeanem Marchatem ještě před nástupem George Pitoëffa na postu ředitele Théâtre des Mathurins v roce 1939. V roce 1952 potom organizoval festival Angers.
Přestože prvně stál před filmovou kamerou v roce 1932 ve filmu Půlnoční soud (Le jugement de minuit), tak trvalo dalších deset let než se u filmu prosadil. Většina jeho filmové tvorby je z let 1942 až 1949.
Od roku 1953 věděl, že trpí vážnou formou rakoviny. Pro festival v Angers však nastudoval divadelní adaptace Křížové pobožnosti od Pedra Calderóna de la Barca a Duchové Pierra de Larivey, obě od Alberta Camuse. Ale zemřel, aniž by mohl dokončit úplně poslední divadelní zkoušky. Nahradil ho sám Albert Camus. Dvě představení věnovaná jeho památce měla velký úspěch.
Je pohřben na hřbitově Voltaire v Suresnes.
Pro české diváky je jeho nejznámější rolí postava francouzského krále Ludvíka XV. ve filmu Fanfán Tulipán z roku 1952, ve kterém hrál hlavní roli Gérard Philipe. Do historických postav byl na stříbrném plátně obsazován často, např. jako car Mikuláš I. v adaptaci povídky Lva Nikolajeviče Tolstého Otec Sergej (La pére Sergei, 1945).

## Divadlo

### Herec
- 1917: Les Mamelles de Tirésias od Guillauma Apollinaira, režie Pierre Albert-Birot, divadlo Théâtre Maubel
- 1920: Cromedeyre-le-Vieil Julese Romainse, režie Jacques Copeau, divadlo Théâtre du Vieux-Colombiér
- 1921: Nevěsta a ženich z Eiffelovy věže, Jean Cocteau, režie autora, divadlo Théâtre des Champs-Élysées
- 1922: Obraz Doriana Graye od Oscara Wilda, režie Georges Pitoëff, divadlo Théâtre des Champs-Élysées
- 1926: Orpheus od Jeana Cocteaua, režie Jean Hugo, divadlo Théâtre des Arts
- 1931: Le Méchant Jean-Baptiste-Louis Gresset, režie Charles Dullin, divadlo Théâtre de l'Atelier
- 1933: Libeleï od Arthura Schnitzlera, režie Georges Pitoëff, divadlo Théâtre du Vieux-Colombiér
- 1934: Škoda, že je to prostitutka od Johna Forda, režie Charles Dullin, divadlo Théâtre de l'Atelier
- 1937: Philoctète od André Gide, v rámci Světové výstavy z roku 1937
- 1944: Le Misunderstanding Alberta Camuse, režie Marcel Herrand, divadlo Théâtre des Mathurins
- 1946: Božská slova Ramón María del Valle-Inclán, režie Marcel Herrand, divadlo Théâtre des Mathurins
- 1946: Primavera Clauda Spaaka, režie Marcel Herrand, divadlo Théâtre des Mathurins
- 1946: Extravagantní kapitán Smith od Jeana Blanchona, režie Marcel Herrand, divadlo Théâtre des Mathurins
- 1946: Zločin lorda Arthura Savile od Saint Johna Legh Clowese podle Oscara Wilda, režie Marcel Herrand, divadlo Théâtre des Mathurins
- 1950: Le Bal du Lieutenant Helt od Gabriela Arouta, režie Marcel Herrand, divadlo Théâtre des Mathurins

### Režisér
- 1938: Krvavá svatba Federica Garcíi Lorcy, Théâtre de l'Atelier
- 1942: Bůh je nevinný od Luciena Fabreho, divadlo Théâtre des Mathurins
- 1942: Podle přírody nebo téměř od Michela Arnauda, divadlo Théâtre des Mathurins
- 1942: Deirdre of Sorrows od Johna Millingtona Synge, divadlo Théâtre des Mathurins
- 1942: Mademoiselle de Panama Marcela Acharda, divadlo Théâtre des Mathurins
- 1943: Solness the builder od Henrika Ibsena, divadlo Théâtre des Mathurins
- 1944: Nedorozumění Alberta Camuse, divadlo Théâtre des Mathurins
- 1945: Tartuffe od Jeana Baptista Molièra, divadlo Théâtre des Mathurins
- 1945: Třináctý strom Andrého Gida, divadlo Théâtre des Mathurins
- 1945: Federigo od René Laporta, divadlo Théâtre des Mathurins
- 1946: Božská slova od Ramóna María del Valle-Inclána, divadlo Théâtre des Mathurins
- 1946: Primavera Clauda Spaaka, divadlo Théâtre des Mathurins
- 1946: Extravagantní kapitán Smith od Jeana Blanchona, divadlo Théâtre des Mathurins
- 1946: The Crime of Lord Arthur Savile Saint Johna Legh Clowese podle Oscara Wilda, divadlo Théâtre des Mathurins
- 1947: Marivauxův ostrov rozumu, divadlo Théâtre des Mathurins
- 1947: Čínský císař Jean-Pierra Aumonta, divadlo Théâtre des Mathurins
- 1949: The Fisher King od Juliena Gracqa, divadlo Théâtre de Montparnasse
- 1950: Ples poručíka Helta od Gabriela Arouta, divadlo Théâtre des Mathurins
- 1953: Pobožnost ke kříži od Pedra Calderóna de la Barca, překlad Albert Camus, Festival d'Angers

## Filmografie
- 1932: Le Jugement de minuit od Alexandra Eswaye
- 1935: Le Domino vert od Henriho Decoina a Herberta Selpina
- 1936: Ve službách cara od Pierra Billona
- 1941: Le Pavillon brûle od Jacquese de Baroncelli
- 1942: Večerní návštěvníci od Marcela Carného
- 1943: Hrabě Monte Cristo od Roberta Vernaye
- 1943: Děti ráje od Marcela Carného: Laceinar
- 1943: Záhady Paříže od Jacquese de Baroncelliho podle Eugèna Sue
- 1945: Otec Serge od Luciena Ganiera-Raymonda
- 1945: Hvězda bez světla Marcela Blistèna
- 1945: Messieurs Ludovic od Jeana-Paula Le Chanois: Ludovic Le Chartier, finančník
- 1946: Martin Roumagnac, Georges Lacombe
- 1947: Fantomas od Jeana Sachyho: Duchové
- 1947: Les Chouans od Henriho Calefa podle Honoré de Balzaca
- 1947: L'Homme traqué od Roberta Bibala
- 1948: Ruy Blas od Pierra Billona
- 1948: Il fiacre N. 13 od Raoula Andrého
- 1948: Impasse des Deux-Anges od Maurice Tourneura
- 1949: Záhada žlutého pokoje Henri Aisnera podle Gastona Lerouxe
- 1949: Le Parfum de la dame en noir od Louise Daquina
- 1949: On námi qu'une fois od Jeana Stelliho
- 1950: Poslední dny Pompejí od Marcela L'Herbiera
- 1950: Pas de pitié pour les femmes Christiana Stengela
- 1951: Milostný příběh Guye Lefranca
- 1951: Vlci loví v noci Bernarda Borderieho
- 1952: Fanfan Tulipán od Christiana-Jaque
- 1952: Počestná děvka od Marcella Pagliera a Charlese Brabanta